# Episodi di The Night Agent (prima stagione)
La prima stagione della serie televisiva The Night Agent, composta da 10 episodi, è stata interamente pubblicata su Netflix, in tutti i paesi in cui è disponibile, il 23 marzo 2023.
| nº | Titolo originale  | Titolo italiano             | Pubblicazione USA | Pubblicazione italiana |
| -- | ----------------- | --------------------------- | ----------------- | ---------------------- |
| 1  | The Call          | La telefonata               | 23 marzo 2023     | 23 marzo 2023          |
| 2  | Redial            | Richiamare                  | 23 marzo 2023     | 23 marzo 2023          |
| 3  | The Zookeeper     | La guardiana dello zoo      | 23 marzo 2023     | 23 marzo 2023          |
| 4  | Eyes Only         | Informazioni riservate      | 23 marzo 2023     | 23 marzo 2023          |
| 5  | The Marionette    | La marionetta               | 23 marzo 2023     | 23 marzo 2023          |
| 6  | Fathoms           | In profondità               | 23 marzo 2023     | 23 marzo 2023          |
| 7  | Best Served Cold  | Un piatto da servire freddo | 23 marzo 2023     | 23 marzo 2023          |
| 8  | Redux             | Déjà-vu                     | 23 marzo 2023     | 23 marzo 2023          |
| 9  | The Devil We Know | Il male che conosciamo      | 23 marzo 2023     | 23 marzo 2023          |
| 10 | Fathers           | Padri                       | 23 marzo 2023     | 23 marzo 2023          |

## La telefonata
- Titolo originale: The Call
- Diretto da: Seth Gordon
- Scritto da: Shawn Ryan

### Trama
L'agente speciale dell'FBI Peter Sutherland salva innumerevoli civili da un attentato sulla metropolitana di Washington. Viene reclutato dal capo dello staff della Casa Bianca Diane Farr in una posizione di monitoraggio di un telefono raramente utilizzato dal programma segreto Night Agent. Rose Larkin, ex CEO della sicurezza informatica che è recentemente fallita, si trova con sua zia e suo zio Emma e Henry Campbell nella contea di Loudoun, in Virginia, quando la loro casa viene attaccata. Prima che entrambi vengano uccisi, le danno un numero di telefono e una parola in codice che Larkin chiama ed è collegato a Sutherland. Viene salvata dalla polizia locale prima che gli assassini possano raggiungerla. Sutherland viene incaricato da Farr di prendere Larkin in custodia protettiva, contro la volontà del vicedirettore dell'FBI Jamie Hawkins. Sutherland spiega che i Campbell erano membri del programma Night Agent. Viene anche rivelato che suo padre, l'agente dell'FBI Peter Sutherland Sr. era sospettato di essere un traditore prima della sua morte prematura in un incidente d'auto. In viaggio verso una casa sicura sono inseguiti dagli assassini, ma sono in grado di sfuggirli. Sutherland usa le telecamere a circuito chiuso del suo appartamento per catturare l'immagine di un anello indossato da uno degli uomini. Larkin è riluttante a dire a Farr e Hawkins la verità nel suo debriefing, avendo sentito sua zia menzionare qualcuno alla Casa Bianca non ci si può fidare prima della sua morte. Nel frattempo, la coppia di assassini Dale (uno degli uomini che hanno ucciso i Campbell) ed Ellen irrompono in una casa di periferia a Racine, nel Wisconsin, e recuperano una borsa nascosta.

## Richiamare
- Titolo originale: Redial
- Diretto da: Seth Gordon
- Scritto da: Shawn Ryan

### Trama
In un flashback, diversi clienti di alto profilo dell'azienda di Larkin vengono hackerati a causa di sabotaggi interni. Nel presente Rose mente nel debriefing, asserendo di non riuscire a ricostruire il volto di Dale e viene mandata in un hotel sotto la protezione dei servizi segreti. Hawkins le rivela che i Campbell lavoravano nel controspionaggio. Sutherland abbina l'emblema dell'anello alla Casa di Karađorđević. Scopre anche che Hawkins era l'ex gestore dei Campbell, e Farr gli ordina di rivedere la loro storia del caso. La borsa presa dagli assassini contiene un elefante giocattolo di peluche. Dale riceve una chiamata dai loro datori di lavoro, che sanno dove si trova Larkin e vogliono che venga eliminata. Sutherland arriva all'hotel, ma nota che gli agenti dei servizi segreti sono spariti. Evacua Larkin e vengono inseguiti senza successo da Ellen e Dale. Farr deduce che è stato Hawkins a ordinare il ritiro della sicurezza. Sutherland e Larkin rivisitano la residenza di Campbell, e lei ricorda di averli sentiti parlare con qualcuno chiamato "Falco" del traditore della Casa Bianca, menzionando "7 giorni rimasti" e una "memoria nel bosco". Deducendo che questo significa un disco rigido, lei e Sutherland viaggiano verso la capanna nel bosco di suo zio. Sutherland trova un disco rigido nascosto, ma ha una crittografia che Larkin non può superare. Sutherland nota che il nome del file corrisponde al numero del treno preso di mira nell'attentato alla metropolitana di Washington. Hawkins incontra uno dei capi degli assassini, ma viene ucciso per il suo silenzio e viene scoperto da Farr.

## La guardiana dello zoo
- Titolo originale: The Zookeeper
- Diretto da: Guy Ferland
- Scritto da: Munis Rashid e Shawn Ryan

### Trama
La Presidente Michelle Travers viene aggiornata sulle indagini sulla morte di Hawkins e uno dei capi degli assassini si rivela essere il vicepresidente Ashley Redfield. Farr chiede al Presidente di rivelare in cosa i Campbell sono stati coinvolti in Night Action. Sutherland e Larkin evitano per un pelo gli assassini nella baita, facendo sospettare a Larkin che Farr sia il traditore di cui i Campbell avevano messo in guardia. Avendo bisogno di computer avanzati per rompere l'unità, Sutherland torna alla Casa Bianca con esso sostenendo che Larkin è scappato da lui. Quindi imposta segretamente una connessione remota che le consente di scaricare i contenuti una volta decrittografati e cancellare l'originale. Farr lo scopre e affronta Sutherland, ma nega di aver cercato di ucciderli. Rivela che il presidente stava usando i Campbell per indagare sull'attentato alla metropolitana e su una possibile talpa della Casa Bianca che era coinvolta in esso. Sutherland si fida di lei e la porta alla baita. A Chelsea Arrington, l'agente dei servizi segreti che sorveglia la figlia del vicepresidente Maddie Redfield alla Georgetown University, viene assegnato un nuovo partner; Erik Monks. Tornato al servizio attivo dopo essere stato colpito per salvare il precedente presidente, commette un errore la prima notte di turno. Arrington mette in discussione il suo incarico alla sua squadra. L'insegnante di Maddie si rivela essere associato all'autore dell'attentato alla metropolitana.

## Informazioni riservate
- Titolo originale: Eyes Only
- Diretto da: Ramaa Mosley
- Scritto da: Seth Fisher

### Trama
Larkin trova diversi oggetti sul disco rigido, tra cui progetti di costruzione, filmati CCTV da tutta L'America e documenti sul disco sul Fronte di Indipendenza dei Popoli (PIF), un'organizzazione politica balcanica radicale accusata dell'attentato alla metropolitana. Lo spyware viene trovato sul telefono di Farr, spiegando come Sutherland e Larkin sono stati rintracciati. Larkin accetta con riluttanza di lavorare con Farr, e viaggia con Sutherland fino a un indirizzo trovato sul disco. Incontrano Lorna, una vecchia amica dei Campbell che li ha aiutati a raccogliere informazioni, in particolare progetti per edifici e infrastrutture intorno a Washington DC. Determina che l'interferenza di Sutherland con l'attentato alla metropolitana ha impedito la distruzione del bersaglio corretto. Arrington scopre che Monks si sta riprendendo dalla dipendenza da antidolorifici ed è ancora al lavoro solo grazie alla sua amicizia con il direttore. Dopo aver ottenuto il numero di targa degli assassini nella baita, Sutherland ottiene da un amico della polizia di stato del Maryland di rintracciare la loro auto in una residenza, ma è vuota quando la perquisiscono. Dale ed Ellen vengono mandati da Redfield a casa di Lorna e la torturano per ottenere informazioni prima di ucciderla. Esaminando le telecamere a circuito chiuso sul disco, Sutherland individua Arrington in più video, deducendo che l'attentato alla metropolitana potrebbe essere stato un tentativo di omicidio con la sua accusa.

## La marionetta
- Titolo originale: The Marionette
- Diretto da: Guy Ferland
- Scritto da: Corey Deshon

### Trama
Sutherland chiede ad Arrington chi stesse proteggendo il giorno dell'attentato, ma le viene ordinato di non divulgare alcuna informazione se non che non era Maddie. Larkin indaga ulteriormente sull'immagine dell'anello, facendo risalire l'araldica alla famiglia serba Pavelić, parenti della defunta famiglia reale jugoslava. Andrej Pavelić, un membro dell'assemblea, è recentemente scomparso in Montenegro e uno schizzo della polizia di un sospetto corrisponde a quello di Dale. Sutherland visita la vedova di Hawkins, che rivela che suo marito ha sempre dubitato del presunto coinvolgimento del PIF nell'attentato alla metropolitana, credendo invece che l'appaltatore governativo Turn Lake Industries fosse il responsabile. Tornando a Larkin, rivela che Pavelić stava conducendo una campagna contro gli appaltatori statunitensi che conducevano operazioni nere nei Balcani, e ha fatto riferimento a Turn Lake per nome. Scopre anche attraverso il sito web della FEC che sono un importante donatore politico è il vicepresidente Redfield. Il presidente Travers ordina a Sutherland e Larkin di riferire alla Casa Bianca. Maddie inizia una relazione con il suo insegnante d'arte e sfugge ai suoi controllori per fargli visita. Tuttavia, il suo socio (coinvolto nell'attentato alla metropolitana) lo uccide e rapisce Maddie prima che Arrington e Monks possano raggiungerla.

## In profondità
- Titolo originale: Fathoms
- Diretto da: Ramaa Mosley
- Scritto da: Imogen Browder

### Trama
Due anni prima, gli assassini uccidono Andrej Pavelić, ma Dale mantiene il suo anello. Sutherland rifiuta di portare Larkin alla Casa Bianca con le prove, scegliendo di lasciarla sotto la protezione del suo amico Cisco mentre lui assiste da solo con le copie cartacee. Rivela la connessione di Redfield con Turn Lake e il suo CEO Gordon Wick a Farr, ma deduce che è coinvolta quando allude a sapere che Larkin è con un poliziotto (informazioni che non ha fornito). Farr chiama preoccupato Wick, ordinandogli di uccidere Larkin. Sutherland avverte lei e Cisco di scappare. Farr ordina l'arresto di Sutherland, ma fugge per un pelo dalla Casa Bianca attraverso un tunnel segreto. Cisco lascia Larkin in modo che possa incontrare Sutherland in un luogo prestabilito, e viene successivamente ucciso da Ellen. Dale insegue Larkin, ma dopo un brutale combattimento lei e Sutherland riescono a ucciderlo. I due cercano rifugio in una barca di proprietà del padrino di Sutherland, dove Larkin cura le sue ferite. Arrington e Monks continuano a indagare sul rapimento. Farr e Redfield discutono sul loro coinvolgimento nella cospirazione, e lei fa tenere a Redfield una conferenza stampa in cui nomina falsamente Sutherland come il principale sospettato della scomparsa di Maddie.

## Un piatto da servire freddo
- Titolo originale: Best Served Cold
- Diretto da: Adam Arkin
- Scritto da: Tiffany Shaw Ho

### Trama
Un flashback mostra la sorella minore di Maddie, Sarah, annegata nella piscina di famiglia, da questo e causato la negligenza di suo padre, ma di cui lui l'ha incolpata. Arrington e Monks indagano su un gruppo ambientalista con cui l'insegnante d'arte di Maddie era coinvolta. Un collega identifica il suo socio (che ha rapito Maddie) come un uomo di nome Matteo. Matteo chiede a Redfield di confessare di aver orchestrato l'attentato alla metropolitana in 2 giorni, altrimenti Maddie verrà uccisa. In un incontro con Wick, Farr rivela al Vicepresidente che Maddie stava progettando di rovinarlo pubblicamente facendo trapelare il filmato del peluche che gli assassini hanno recuperato dal Wisconsin. Il filmato lo mostra mentre aggredisce la tredicenne Maddie quando si rifiuta di continuare a essere incolpata per la morte di Sarah. Una Ellen addolorata affronta Wick, e con un coltello alla gola le dà l'ultima posizione nota di Matteo, chiedendole di ucciderlo in cambio della posizione di Sutherland. Farr e Wick, e indipendentemente Sutherland e Larkin, identificano Matteo come Colin Worley, un ex dipendente di Turn Lake e l'attentatore della metropolitana, che è legalmente considerato morto. Arrington e Monks intervistano il padrino di Sutherland, e per caso si imbattono nella coppia in un molo e li arrestano.

## Déjà-vu
- Titolo originale: Redux
- Diretto da: Adam Arkin
- Scritto da: Rachel Wolf

### Trama
Viene rivelato che il fratello gemello di Colin Worley, Matteo, è stato erroneamente ucciso al suo posto da Turn Lake per coprire le loro tracce dopo l'attentato alla metropolitana, e Colin ha assunto la sua identità prima di andare in fuga. Sutherland e Larkin discutono le loro scoperte con Arrington e Monks, che accettano con riluttanza di indagare ulteriormente a causa del potenziale di un secondo attacco. Arrington rivela che il giorno dell'attentato stava sorvegliando il leader del PIF Omar Zadar, il quale stava incontrando qualcuno dell'amministrazione Travers. Il suo nome in codice era Falco. Deducono che era l'obiettivo designato del fallito attentato. Nella Situation Room, la presidente Travers discute di voler stabilire relazioni con Zadar come alleato per la democrazia nei Balcani, a cui Redfield si oppone. Redfield scopre che Farr e Wick conoscono l'identità del rapitore, gli assicurano che Worley è stato rintracciato. Maddie scopre segretamente un numero su metallo dietro il muro a secco della sua cella, e convince Worley a registrare un altro video di riscatto da inviare direttamente a suo padre. Tuttavia, gli dà il numero di cellulare di Arrington e usa un codice visivo per trasmettere segretamente le informazioni. Sutherland e i servizi segreti sono in grado di rintracciarla in un deposito di container. Salvano Maddie, ma Worley e Monks vengono uccisi da Ellen, che stava seguendo il gruppo. Larkin uccide Ellen spingendola giù da una gru.

## Il male che conosciamo
- Titolo originale: The Devil We Know
- Diretto da: Millicent Shelton
- Scritto da: Munis Rashid

### Trama
La notte dell'attentato, Redfield convoca Farr e rivela di aver orchestrato l'attacco con Wick per uccidere Zadar, perché crede che sia un terrorista e le attività di Wick nei Balcani minacciate se fosse stato eletto. Con l'amministrazione Travers e la rovina della presidente se qualcosa dovesse essere scoperto, Farr accetta con riluttanza di lavorare con loro. Sutherland e Larkin fuggono dal deposito prima che arrivino i soccorsi e si rifugiano con il suo padrino Jim, un reporter del Baltimore Sun. Arrington progetta di portare Maddie dal presidente Travers e dal direttore dei servizi segreti Almora per dire loro la verità, ma vengono invece portati su un One Observatory Circle. Wick, Redfield e Farr discutono di un secondo attacco a Zara, pianificato per il giorno seguente, quando arriverà negli Stati Uniti. Larkin hackera il cellulare di Ellen, scoprendo immagini di file e documenti presi all'interno dell'ufficio della Night Action. Scoprono che Farr ha scattato le foto e inoltrano le prove a Jim. Larkin, Arrington, Maddie e Sutherland deducono che Zadar sta incontrando la Presidente a Camp David, e Wick probabilmente intende uccidere Travers anche per far eleggere Redfield, che può quindi concedere la grazia. Farr accetta di aiutarli quando scopre che anche la presidente Travers è minacciata, rivelando che non era a conoscenza dello sviluppo poiché Redfield e Wick l'hanno tagliata.

## Padri
- Titolo originale: Fathers
- Diretto da: Millicent Shelton
- Scritto da: Seth Fisher

### Trama
Arrington e Maddie volano con Redfield a Camp David sulla Marine Two. Redfield rinchiude se stesso e Maddie in una panic room nel seminterrato, dicendole che pensa che Travers sia il nemico per aver collaborato con Zadar. Lei minaccia di dire la verità alla stampa e lui la lascia uscire, credendo che sarà invece uccisa nel tentativo di assassinio. Farr usa la sua posizione per intrufolare Sutherland e Larkin a Camp David. Avverte Almora della minaccia a Travers, ma viene colpita e Almora ucciso da Briggs, un agente dei servizi segreti che lavora per Wick. Sutherland e Arrington si rendono conto che sono state piazzate due bombe. Arrington uccide un agente corrotto e trova una delle bombe ed evacua il posto. Libera anche Maddie dal seminterrato e la fa uscire poco prima che esploda. Intercettando le comunicazioni dell'agente corrotto, Sutherland scopre che la seconda bomba è stata piazzata sul Marine One, dove la Presidente verrà evacuata. Inseguito dai marine statunitensi e dai servizi segreti, è in grado di intercettare i dettagli su dove sia Travers e impedirle di salire a bordo poco prima che l'elicottero esploda. Invece di cercare vendetta, Larkin tiene in vita Farr in modo che possa essere processata e morire in prigione. Redfield viene arrestato, con Maddie che accetta di testimoniare contro di lui al suo processo. Wick fugge dal paese. Travers fornisce a Sutherland prove conclusive della colpevolezza di suo padre, ma rivela che stava progettando di diventare un doppio agente ed è stato assassinato, non ucciso in un incidente d'auto come è stato riportato. Lo recluta per diventare un night agent completo nel programma. Ora in una relazione con Larkin, in seguito lascia la Joint Base Andrews per la sua prima missione.